# Millennium: Mężczyźni, którzy nienawidzą kobiet
Millennium: Mężczyźni, którzy nienawidzą kobiet (szw. Män som hatar kvinnor) – thriller kryminalny z 2009 roku, w reżyserii Nielsa Ardena Opleva, zrealizowany w koprodukcji szwedzko-duńsko-niemiecko-norweskiej. Scenariusz filmu oparto na podstawie bestselleru Stiega Larssona Mężczyźni, którzy nienawidzą kobiet z serii Millennium.
Zdjęcia kręcono w Szwecji (m.in. Sztokholm) i w hiszpańskiej Andaluzji (Tabernas). Obraz nominowany w trzech kategoriach do Europejskich Nagród Filmowych oraz laureat trzech statuetek Złotych Żuków.

## Fabuła
Mikael Blomkvist jest znanym dziennikarzem śledczym oraz redaktorem odpowiedzialnym i wspólnikiem w magazynie Millennium. Właśnie został skazany przez sąd na karę trzech miesięcy więzienia za zniesławienie szwedzkiego przemysłowca Hansa-Erika Wennerströma.
Dziennikarz nie wie, iż sprawie przygląda się 24-letnia Lisbeth Salander, genialna researcherka i światowej klasy hakerka, która na co dzień pracuje w firmie ochroniarskiej Milton Security. Właśnie tej firmie Dirch Frode, adwokat koncernu Vangera, zleca research na temat Mikaela Blomkvista. Zlecenie otrzymuje Lisbeth Salander.
Po otrzymaniu pełnego researchu Dirch Frode kontaktuje się z Mikaelem i angażuje spotkanie dziennikarza z osiemdziesięciodwuletnim Henrikiem Vangerem, właścicielem koncernu, który nakłania Blomkvista do zbadania sprawy zaginięcia jego bratanicy Harriet, która zniknęła bez śladu w Dniu Dziecka 1966 roku. Henrik wyjawia rodzinne tajemnice, oraz okoliczności, w jakich zniknięcie miało miejsce. Vanger podejrzewa, że być może Harriet mógł zamordować ktoś z rodziny. Mikael podejmuje się zlecenia skuszony obietnicą otrzymania nowych kompromitujących dokumentów w sprawie Wennerströma.
W międzyczasie Komisja Nadzoru Kuratorskiego przydziela Salander nowego kuratora, Nilsa Bjurmana. Ten przy najbliższej okazji gwałci dziewczynę. Następnie będąc przekonanym o opóźnieniu psychicznym dziewczyny, wykorzystuje fakt, iż jest ona pod jego całkowitą kontrolą − planuje kolejne gwałty. Lisbeth przy pomocy ukrytej kamery wideo, dokumentuje całe zajście, a następnie mści się na prawniku tatuując mu napis: „Jestem sadystyczną świnią, dupkiem i gwałcicielem”. Przejmuje także całkowitą kontrolę nad swoim życiem i finansami, oraz szantażuje nagraniem Bjurmana, każąc mu pisać raporty, iż kontrola kuratorska jest zbędna.
Blomkvist natomiast pracuje nad zleceniem Vangera. Gdy odkrywa nowe dowody w sprawie, potrzebna mu będzie pomoc researchera. Dirch Frode nieopatrznie wyjawia mu fakt, iż research na jego temat sporządziła Lisbeth. Gdy Mikael spotyka Salander, przekonuje ją do współpracy z nim przy wyjaśnieniu zagadki zniknięcia Harriet. Oboje wpadają na trop seryjnego mordercy, którym jest niewątpliwie ktoś z rodziny Vangerów.

## Obsada
- Mikael Nyqvist jako Mikael Blomkvist
- Noomi Rapace jako Lisbeth Salander
- Sven-Bertil Taube jako Henrik Vanger
- Peter Haber jako Martin Vanger
- Marika Lagercrantz jako Cecilia Vanger
- Lena Endre jako Erika Berger
- Björn Granath jako Morell
- Ingvar Hirdwall jako Dirch Frode
- Peter Andersson jako prawnik Nils Bjurman
- Michalis Koutsogiannakis jako Dragan Armanski
- Ewa Fröling jako Harriet Vanger
- Gunnel Lindblom jako Isabella Vanger
- Gösta Bredefeldt jako Harald Vanger
- Stefan Sauk jako Hans-Erik Wennerström
- Jacob Ericksson jako Christer Malm
- Sofia Ledarp jako Malin Erikson
- David Dencik jako Janne Dahlman
- Julia Sporre jako młoda Harriet
- Tomas Köhler jako 'Plague'
- Yasmine Garbi jako Miriam Wu

i inni

## Nagrody i nominacje
Europejskie Nagrody Filmowe 2009
- nominacja: Najlepsza Europejska Aktorka − Noomi Rapace
- nominacja: Najlepszy Europejski Kompozytor − Jacob Groth
- nominacja: Nagroda Publiczności (People’s Choice Award)

Złote Żuki 2009
- nagroda: najlepszy film − Søren Stærmose
- nagroda: najlepsza aktorka − Noomi Rapace
- nagroda: nagroda publiczności − Niels Arden Oplev
- nominacja: najlepsze zdjęcia − Eric Kress
- nominacja: najlepszy aktor drugoplanowy − Sven-Bertil Taube

Nagroda Amanda 2009
- nominacja: najlepszy film zagraniczny − Niels Arden Oplev

Nagroda Satelita 2010
- nagroda: najlepszy film zagraniczny − Szwecja
- nagroda: najlepsza aktorka w filmie dramatycznym − Noomi Rapace
- nominacja: najlepszy scenariusz adaptowany − Nikolaj Arcel i Rasmus Heisterberg

Nagrody BAFTA 2010
- nagroda: najlepszy film zagraniczny − Szwecja
- nominacja: najlepszy scenariusz adaptowany − Nikolaj Arcel i Rasmus Heisterberg
- nominacja: najlepsza aktorka pierwszoplanowa − Noomi Rapace